# Karahan Tepe
Karahantepe est un site archéologique de la province de Şanlıurfa en Turquie. Le site est proche de Göbekli Tepe et les archéologues y ont également découvert des piliers (ou obélisques) en forme de T. Selon le Daily Sabah, « les fouilles ont mis au jour 250 obélisques avec des représentations d'animaux à ce jour ».
Les anciennes structures de Karahan Tepe ont été découvertes en 1997 par « des chercheurs près de Kargalı dans le parc national des montagnes Tek Tek ». Le sommet des piliers était visible.
Le site est situé près de Yağmurlu, à environ 48 kilomètres à l'est de Göbekli Tepe, et est souvent appelé le site jumeau de Göbekli Tepe. Dans le cadre du projet Göbeklitepe Culture and Karahantepe Excavations, des fouilles ont été lancées en 2018 par l'Université d'Istanbul. L'endroit est connu sous le nom de « Keçilitepe » par la population locale.
Necmi Karul, archéologue à l'Université d'Istanbul, a déclaré à l'agence Anadolu en 2019, « L'année dernière, les travaux d'excavation ont repris à Karahantepe [Kectepe] – à environ 60 km de l'endroit où se trouve Gobeklitepe – et nous avons rencontré des traces de structures spéciales, d'obélisques, de sculptures d'animaux, et des descriptions ainsi qu'un symbolisme similaire ».
Sur le flanc ouest de la colline, utilisé à l'époque comme carrière, on trouve un pilier inachevé de 5,5m, qui pourra sans doute nous renseigner sur les techniques utilisées. Contrairement à Göbekli Tepe, le site utilise une colline naturelle et des bancs sont creusés à même la roche calcaire ; autre différence, les piliers sont arrangés en allée alors qu'à Göbekli Tepe, ils sont en cercle.

## Les références
1. ↑  (en) Agency, « New Karahantepe settlement may be older than Göbeklitepe », Daily Sabah, 27 novembre 2020 (consulté le 7 décembre 2020)
2. ↑  (en) « Karahantepe excavations start in Şanlıurfa », Hürriyet Daily News (consulté le 7 décembre 2020)
3. ↑  (en) cowie, « Breakthrough Discovery: Karahan Tepe is Older Than Göbekli Tepe », www.ancient-origins.net (consulté le 7 décembre 2020)
4. ↑  (en) « Karahantepe on way to be new face of Turkey », Hürriyet Daily News (consulté le 7 décembre 2020)
5. ↑  Kazanci, « Turkey: Conservation, not excavation, focus in Gobeklitepe », Anadolu Agency, 8 mars 2020
6. ↑  (en) Sailingstone Travel, « Karahan Tepe: Even Older Than Göbekli Tepe? », sur sailingstonetravel.com, 26 février 2021 (consulté le 22 juin 2021)